# Кадая (Чернышевский район)
Кадая — село в Чернышевском районе Забайкальского края России. Входит в состав сельского поселения «Новооловское».

## География
Село находится в юго-западной части района, в лесостепной зоне, на левом берегу реки Олов, на расстоянии примерно 28 км (по прямой) к юго-западу от посёлка городского типа Чернышевск, административного центра района. Абсолютная высота — 699 м над уровнем моря.
Климат
Климат характеризуется как резко континентальный, с продолжительной холодной малоснежной зимой и коротким тёплым летом. Среднегодовая температура воздуха составляет −5,5 — −3 °С. Средняя многолетняя температура самого холодного месяца (января) составляет −28 — −34 °С (абсолютный минимум — −57 °С), температура самого тёплого (июля) — 17 — 19,5 °С (абсолютный максимум — 37 °С). Среднегодовое количество осадков — 350—400 мм. Продолжительность безморозного периода составляет в среднем 80 −95 дней.
Часовой пояс
Село Кадая находится в часовой зоне МСК+6. Смещение применяемого времени относительно UTC составляет +9:00.

## История
Основано в 1774 году перешедшими к оседлости тунгусами. В 1931 году был организован колхоз им. П. Н. Журавлева (позднее — отделение Новооловского совхоза).

## Население
| 2010 | 2021 |
| ---- | ---- |
| 219  | ↘184 |

Половой состав
По данным Всероссийской переписи населения 2010 года, в гендерной структуре населения мужчины составляли 46,1 %, женщины — соответственно 53,9 %.
Национальный состав
Согласно результатам переписи 2002 года, в национальной структуре населения русские составляли 99 % из 301 чел.

## Инфраструктура
В селе функционируют начальная школа, клуб, библиотека и фельдшерско-акушерский пункт.